# Kulstof-baseret liv
Kulstof er nøglekomponentet for alt kendt liv på Jorden. Komplekse molekyler  består af kulstof bundet med andre grundstoffer, især oxygen, hydrogen og nitrogen, og kulstof er i stand til at binde med alle disse på grund af dets fire valenselektroner. Kulstof er vidt forekommende på Jorden. Det formodes somme tider indenfor astrobiologi at hvis liv eksisterer andre steder i universet, vil det også være kulstof-baseret.

## Fodnoter
1. ↑  "Astrobiology". Biology Cabinet. 26. september 2006. Arkiveret fra originalen 12. december 2010. Hentet 2011-01-17.
2. ↑  "Polycyclic Aromatic Hydrokulstofs: An Interview With Dr. Farid Salama". Astrobiology magazine. 2000. Arkiveret fra originalen 20. juni 2008. Hentet 2008-10-20.

| Kemi | Spire Denne artikel om kemi er en spire som bør udbygges. Du er velkommen til at hjælpe Wikipedia ved at udvide den. |